# Mieczysław Sulikowski
Mieczysław Sulikowski (ur. 23 marca  1940 w Debrycy w gminie Derażne, zm. 22 lipca 2019 w Lęborku) – polski otolaryngolog, dr hab. n. med.

## Życiorys
Syn Mieczysława i Rozalii. W 1965 ukończył studia medyczne w Pomorskiej Akademii Medycznej w Szczecinie. Od 1967 pracował na macierzystej uczelni, w Klinice Laryngologicznej, następnie w Katedrze i Klinice Otolaryngologii i Onkologii Laryngologicznej. W 1971 uzyskał specjalizację I stopnia, w 1974 specjalizację II stopnia z laryngologii. W 1977 otrzymał stopień doktora. 27 maja 1996 habilitował się na podstawie oceny dorobku naukowego i pracy zatytułowanej Faza gardłowa aktu połykania po klasycznej i poszerzonej laryngektomii nadgłośniowej. Badania r.t.g.k. i komputerowa analiza topokinetyczna. Od 2002 kierował Kliniką Chirurgii Szczękowo-Twarzowej PAM.
Objął funkcję profesora nadzwyczajnego w Klinice Chirurgii Szczękowo-Twarzowej na Wydziale Lekarskim i Stomatologicznym Pomorskiego Uniwersytetu Medycznego w Szczecinie.

## Odznaczenia
- Złoty Krzyż Zasługi[1]

## Publikacje
- 2005: Zaburzenia oddychania po rozległych zabiegach operacyjnych w jamie ustnej, gardle i szyi na podstawie wyników badań pulsoksymetrycznych[2]
- 2005: Rekonstrukcja nosa w materiale Kliniki Chirurgii Szczękowo-Twarzowej PAM w latach 1975-2004[2]
- 2008: Pleomorphic adenoma of salivary glands does not appear to be a BRCA-1-dependent tumour in a Polish cohort[2]
- 2013: Xeroderma pigmentosum genes and melanoma risk[2]